# Greta Wehner
Greta Wehner (* 31. Oktober 1924 in Harxbüttel als Greta Burmester; † 23. Dezember 2017 in Dresden) war eine deutsche Sozialdemokratin.

## Werdegang
Greta Burmester wurde als Tochter des Schiffszimmermanns und kommunistischen Widerstandskämpfers Carl Burmester und seiner Ehefrau Charlotte, geborene Clausen (* 20. August 1903 in Flensburg – † 1979 als Frau von Herbert Wehner), in der von Hans Löhr und Hans Koch gegründeten Landkommune Harxbüttel geboren. Dass überhaupt Informationen über die Landkommune Harxbüttel bekannt wurden, verdankt sich Günter Wiemanns späterer Bekanntschaft mit Greta Wehner, die ihn in einem Brief vom 11. Juni 2006 über die Hintergründe ihrer Geburt in Harxbüttel informierte:

„Meine Mutter arbeitete in den Gärten des Bankiers Max Warburg in Hamburg. Meine Eltern lernten sich in einer SAJ-Gruppe in Blankenese kennen, die sich bei dem jüdischen Sozialdemokraten Berendsohn traf. Sie liebten sich und wollten unbedingt Kinder haben, aber sie wollten vorläufig nicht heiraten, um das 1924 in Kraft getretene Jugendwohlfahrtsgesetz auf die Probe [zu] stellen.
Das war auch der Grund, weswegen wir in Harxbüttel landeten, denn eine unverheiratete, werdende Mutter war ein schlechtes Vorbild für die Töchter der Warburgs.
Zur ‚Landkommune Harxbüttel‘ gab es offenbar politische Verbindungen, hier sollten junge Leute durch landwirtschaftliches Arbeiten auf die Auswanderung nach Brasilien vorbereitet werden. Harxbüttel war der dritte Ort, während der Zeit, als ich unterwegs war.
Arbeit gab es dort für eine tüchtige Gärtnerin reichlich, es wurde Gemüse angebaut, vor allem Spargel, der in der eigenen Konservenfabrik verarbeitet wurde. Für einen handwerklich versierten Mann, wie meinen Vater, gab es ebenfalls viel zu tun - aber es gab kein Geld! Meine Eltern hungerten und ich mit ihnen.“

 Greta Burmester blieb nicht lange in Harxbüttel, und ihre Eltern haben, vermutlich 1925, doch noch geheiratet.
Sie war zehn Jahre alt, als ihr Vater nach einem Gestapoverhör von Beamten zu Tode gestürzt wurde. Ihre Mutter floh mit ihr und ihrem Bruder Jens-Peter nach Schweden. Dort trafen sie auf den aus Dresden stammenden Herbert Wehner, den ihre Mutter 1944 heiratete. Greta Wehner absolvierte in Schweden eine Ausbildung zur Säuglingskrankenschwester und war an der Universitätsklinik in Uppsala beschäftigt.
Die Familie Wehner kehrte 1947 nach Deutschland zurück; Greta wurde im August 1947 Mitglied der SPD und trat der Gewerkschaft Öffentliche Dienste, Transport und Verkehr bei. Sie qualifizierte sich in Kiel zur Sozialfürsorgerin und war in diesem Beruf auch nach zusätzlicher Weiterbildung tätig.
1953 erfolgte der Umzug der Familie nach Bonn, wo sie für ihren Stiefvater, der mittlerweile in den Bundestag gewählt worden war, erstmals tätig war. Sie stand ihm als Sekretärin, Chauffeurin, Haushälterin sowie als Köchin zur Seite. Später gab sie diesen Beruf auf, um ihre schwerkranke Mutter zu pflegen. 1979 verstarb ihre Mutter. 1983 heirateten Greta Burmester und ihr Stiefvater Herbert Wehner, damit sie nach seinem Tod versorgt sei. Schon lange zuvor hatte sie ihrem Stiefvater als Sekretärin gedient und dafür ihren Beruf aufgegeben. In seinen letzten Jahren litt Herbert Wehner an Diabetes und vaskulärer Demenz. Sie pflegte ihn bis zu seinem Tod im Januar 1990.
1992 war Greta Wehner Mitbegründerin des Herbert-Wehner-Bildungswerks in Dresden. Im Juni 1996 erfolgte ihr Umzug nach Dresden, und sie wurde Ehrenvorsitzende der Neuen Gesellschaft Sachsen e. V.
Ab 1997 war Greta Wehner Mitglied im Kuratorium der Deutschen Alzheimer Gesellschaft.
Im Mai 2003 rief sie die Herbert-und-Greta-Wehner-Stiftung ins Leben, die auch das Herbert-Wehner-Bildungswerk unterstützt.
Ende 2010 wurde sie mit dem Bundesverdienstkreuz 1. Klasse ausgezeichnet.

## Schriften
- Greta Wehner, Christoph Meyer (Hrsg.): Erfahrungen: Aus einem Leben mitten in der Politik. Ed. Sächsische Zeitung, Dresden 2004, ISBN 978-3-910175-14-3.